# Skate Canada 2017
Navigation
Édition précédente Édition suivante
Le Skate Canada (ou Internationaux Patinage Canada) est une compétition internationale de patinage artistique qui se déroule au Canada au cours de l'automne. Il accueille des patineurs amateurs de niveau senior dans quatre catégories: simple messieurs, simple dames, couple artistique et danse sur glace.
Le quarante-quatrième Skate Canada est organisé du 27 au 29 octobre 2017 au Brandt Centre de Regina dans la province de la Saskatchewan. Il est la deuxième compétition du Grand Prix ISU senior de la saison 2017/2018.

## Résultats

### Messieurs

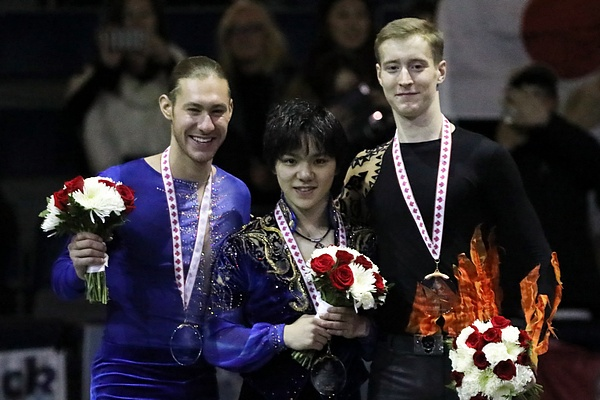
Podium des Messieurs

| Rang | Nom               | Pays         | Points | Programme court | Programme court | Programme libre | Programme libre |
| ---- | ----------------- | ------------ | ------ | --------------- | --------------- | --------------- | --------------- |
| 1    | Shoma Uno         | Japon        | 301.10 | 1               | 103.62          | 1               | 197.48          |
| 2    | Jason Brown       | États-Unis   | 261.14 | 3               | 90.71           | 2               | 170.43          |
| 3    | Aleksandr Samarin | Russie       | 250.06 | 4               | 84.02           | 3               | 166.04          |
| 4    | Patrick Chan      | Canada       | 245.70 | 2               | 94.43           | 7               | 151.27          |
| 5    | Jorik Hendrickx   | Belgique     | 237.31 | 6               | 82.08           | 5               | 155.23          |
| 6    | Michal Brezina    | Tchéquie     | 237.04 | 7               | 80.34           | 4               | 156.70          |
| 7    | Nicolas Nadeau    | Canada       | 229.43 | 9               | 74.23           | 6               | 155.20          |
| 8    | Keegan Messing    | Canada       | 217.75 | 5               | 82.17           | 10              | 135.58          |
| 9    | Cha Jun-hwan      | Corée du Sud | 210.32 | 11              | 68.46           | 8               | 141.86          |
| 10   | Paul Fentz        | Allemagne    | 201.60 | 10              | 68.48           | 11              | 133.12          |
| 11   | Brendan Kerry     | Australie    | 201.56 | 12              | 63.19           | 9               | 138.37          |
| 12   | Takahito Mura     | Japon        | 186.66 | 8               | 74.82           | 12              | 111.84          |

### Dames

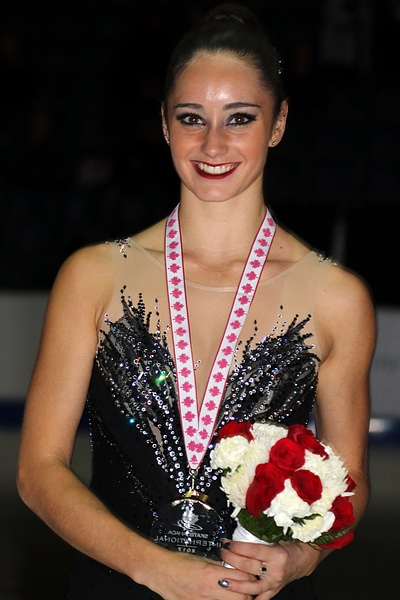
La médaillée d'or Kaetlyn Osmond

| Rang | Nom                | Pays       | Points | Programme court | Programme court | Programme libre | Programme libre |
| ---- | ------------------ | ---------- | ------ | --------------- | --------------- | --------------- | --------------- |
| 1    | Kaetlyn Osmond     | Canada     | 212.91 | 1               | 76.06           | 1               | 136.85          |
| 2    | Maria Sotskova     | Russie     | 192.52 | 3               | 66.10           | 2               | 126.42          |
| 3    | Ashley Wagner      | États-Unis | 183.94 | 7               | 61.57           | 4               | 122.37          |
| 4    | Courtney Hicks     | États-Unis | 182.57 | 4               | 64.06           | 5               | 118.51          |
| 5    | Marin Honda        | Japon      | 178.24 | 10              | 52.60           | 3               | 125.64          |
| 6    | Rika Hongo         | Japon      | 176.34 | 6               | 61.60           | 6               | 114.74          |
| 7    | Karen Chen         | États-Unis | 170.40 | 5               | 61.77           | 7               | 108.63          |
| 8    | Laurine Lecavelier | France     | 166.43 | 8               | 59.08           | 8               | 107.35          |
| 9    | Anna Pogorilaya    | Russie     | 156.89 | 2               | 69.05           | 10              | 87.84           |
| 10   | Kailani Craine     | Australie  | 143.03 | 9               | 54.96           | 9               | 88.07           |
| 11   | Alaine Chartrand   | Canada     | 134.17 | 11              | 46.51           | 11              | 87.66           |
| 12   | Larkyn Austman     | Canada     | 123.56 | 12              | 41.79           | 12              | 81.77           |

### Couples
| Rang | Nom                                     | Pays       | Points | Programme court | Programme court | Programme libre | Programme libre |
| ---- | --------------------------------------- | ---------- | ------ | --------------- | --------------- | --------------- | --------------- |
| 1    | Meagan Duhamel / Eric Radford           | Canada     | 222.22 | 2               | 73.53           | 1               | 148.69          |
| 2    | Aljona Savchenko / Bruno Massot         | Allemagne  | 215.66 | 1               | 77.34           | 3               | 138.32          |
| 3    | Vanessa James / Morgan Ciprès           | France     | 214.37 | 3               | 73.04           | 2               | 141.33          |
| 4    | Natalia Zabiiako / Aleksandr Enbert     | Russie     | 192.70 | 4               | 69.00           | 4               | 123.70          |
| 5    | Peng Cheng / Jin Yang                   | Chine      | 182.50 | 7               | 61.58           | 5               | 120.92          |
| 6    | Liubov Ilyushechkina / Dylan Moscovitch | Canada     | 176.35 | 5               | 64.06           | 6               | 112.29          |
| 7    | Haven Denney / Brandon Frazier          | États-Unis | 172.95 | 6               | 63.26           | 7               | 109.69          |
| 8    | Sydney Kolodziej / Maxime Deschamps     | Canada     | 164.03 | 8               | 59.06           | 8               | 104.97          |

### Danse sur glace
| Rang | Nom                                 | Pays       | Points | Danse courte | Danse courte | Danse libre | Danse libre |
| ---- | ----------------------------------- | ---------- | ------ | ------------ | ------------ | ----------- | ----------- |
| 1    | Tessa Virtue / Scott Moir           | Canada     | 199.86 | 1            | 82.68        | 1           | 117.18      |
| 2    | Kaitlyn Weaver / Andrew Poje        | Canada     | 190.01 | 2            | 77.47        | 3           | 112.54      |
| 3    | Madison Hubbell / Zachary Donohue   | États-Unis | 189.43 | 3            | 76.08        | 2           | 113.35      |
| 4    | Kaitlin Hawayek / Jean-Luc Baker    | États-Unis | 165.20 | 5            | 63.10        | 4           | 102.10      |
| 5    | Alla Loboda / Pavel Drozd           | Russie     | 155.72 | 6            | 62.60        | 5           | 93.12       |
| 6    | Olivia Smart / Adrià Díaz           | Espagne    | 154.81 | 4            | 64.34        | 7           | 90.47       |
| 7    | Carolane Soucisse / Shane Firus     | Canada     | 150.27 | 7            | 57.77        | 6           | 92.50       |
| 8    | Kavita Lorenz / Joti Polizoakis     | Allemagne  | 146.08 | 8            | 56.41        | 8           | 89.67       |
| 9    | Natalia Kaliszek / Maksym Spodyriev | Pologne    | 144.78 | 9            | 55.92        | 9           | 88.86       |
| 10   | Alisa Agafonova / Alper Uçar        | Turquie    | 140.83 | 10           | 54.74        | 10          | 86.09       |

## Source
- Résultats du Skate Canada 2017 sur le site de l'ISU